# Chinwendu Ihezuo
Chinwendu Veronica "Chinwe" Ihezuo (Lagos, 30 de abril de 1997) es una futbolista nigeriana. Juega como delantera para el Pachuca de la Liga MX Femenil de México y en la selección de Nigeria. Antes ha jugado en el Delta Queens de la Premier League femenina de Nigeria. En 2016, compitió en la Liga de Campeones con el Kazygurt.

## Biografía
Nació el 30 de abril de 1997 en Lagos, Nigeria. Paso su infancia en el extrarradio de Lagos, en Ajegunle, unos de los barrios más pobres de la ciudad. Sus padres la apoyaron desde el primer momento en su carrera futbolística. En su juventud compitía con chicos en Ajegunle, de donde han salido algunos de los mejores jugadores de Nigeria.

## Trayectoria
Se incorporó al BIIK Kazygurt de Kazajistán en el 2016 con un contrato de un año. En su primera temporada llevó el dorsal 19 y marcó 16 goles en 20 partidos.  Compitió con su equipo en la liga de Campeones, jugando 180 minutos en total y partiendo en dos partidos desde el once inicial.  Hizo su debut en la Liga de Campeones en la victoria por 3-1 contra el Wexford Youths en el torneo previo de calificación. En la fase final no marcó ningún gol, recibiendo una amarilla en la victoria de su equipo contra el Verona por 3-1 en la ida de la primera ronda.
Antes de su marcha a Europa, de 2012 a 2014,  jugó para el Pelican Stars de Calabar y en el Delta Queens, hasta el final de la temporada 2015.

## Selección nacional

### Categorías menores

#### Selección Sub-20
Fue convocada por primera vez en 2014. Representó a Nigeria en la Copa Mundial sub-20 de 2014 en la que llegaron a la final, siendo derrotadas por Alemania. Marcó un gol en el torneo. Ese mismo año disputó un amistoso contra Ghana, marcando el único gol del partido.

#### Selección Sub-17
Hizo su debut internacional para Nigeria en el Mundial sub-17 de 2012 en Azerbaiyán, marcando seis goles. Cinco de estos goles los marcó ante los anfitriones, en al victoria de Nigeria por 11-0, la mayor victoria del país en cualquier aparición en los torneos mundiales de la FIFA.  Además sus cinco goles supusieron un récord de más goles marcados en un partido de un mundial sub-17 femenino, superando así a la alemana Kyra Malinowski y a la surcoreana Yeo Minji. Su récord solo ha sido igualado por la española Lorena Navarro en la edición de 2016 cuando marcó cinco goles a Jordania. Sus seis goles fueron suficientes para lograr la Bota de Plata en el torneo. El premio fue entregado en la Asamblea General de 2012 de la Federación de Fútbol nigeriana. Nigeria fue eliminada del torneo después de perder contra Francia en semifinales.
Ihezuo volvió a la selección en 2014, tras no ser convocada en 2013. Participó de nuevo en la Copa Mundial, con el dorsal 19, jugando como titular contra China, siendo sustituida en el minuto 88.

### Selección mayor
Por su participación en el Campeonato del Mundo Sub-20 de 2014,  fue invitada a una concentración de formación para una posible selección para el Campeonato Africano de Naciones en Namibia.
En marzo de 2016, fue una de las 40 preseleccionadas para prepara la Copa África de Naciones.

## Estadísticas

### Clubes
| Club          | País       | Año             |
| ------------- | ---------- | --------------- |
| Delta Queens  | Nigeria    | 2014 - 2015     |
| BIIK Kazygurt | Kazajistán | 2016 - 2018     |
| Henan Jianye  | China      | 2019 - 2020     |
| Meizhou Hakka | China      | 2021 - 2023     |
| Monterrey     | México     | 2023 - presente |